# Gee Rocha
Leandro Franco da Rocha (São Paulo, 3 de setembro de 1986), mais conhecido pelo nome artístico Gee Rocha, é um cantor, compositor, instrumentista e produtor musical brasileiro, é guitarrista da banda de rock NX Zero.

## Biografia
Filho de Angelina Castellani e Afonso Franco da Rocha, tem dois irmãos, Affonso e Eduardo. Seu pai morreu, vítima de um assalto, quando Gee tinha apenas três anos de idade. A música "Cedo Ou Tarde" foi uma homenagem composta por Gee e Di Ferrero e tornou-se um single consagrado da banda NX Zero. Gee é trineto do médico Francisco Franco da Rocha, homenageado no nome do município de Franco da Rocha.
O apelido Gee veio de uma brincadeira interna com amigos de condomínio, ele sempre teve o costume de brincar com amigos fazendo imitações. E sempre dizia um "EEEE", bastante sonoro. Um amigo entendia Gee e daí surgiu o apelido.     
Gee começou a se interessar por música após o incentivo de seu irmão mais velho, que o colocou em um quarto com uma guitarra e só permitiu a saída depois que o Leandro tocasse determinadas notas. Ele tomou gosto e hoje toca vários instrumentos como guitarra, violão e baixo.

## Carreira

### Gloria e NX Zero
Começou sua carreira artística em 2002, como baixista da banda Gloria, aos poucos foi se tornando o guitarrista e vocalista da banda. Em 2006 o artista decidiu sair do grupo.
No mesmo ano, se tornou guitarrista e compositor da banda NX Zero. Cedo ou Tarde, é uma das músicas escritas por ele em homenagem ao seu pai, que morreu vitíma de um assalto em sua residência.
Em dezembro de 2017, durante a participação da banda no programa Altas Horas, foi anunciado que o grupo daria uma pausa na carreira por tempo indeterminado.
Em 2020 Di Ferrero concedeu uma entrevista com o youtuber Mauricio Meirelles alegando o fim da banda Nx Zero.

### Carreira solo
Em março de 2019, lançou seu primeiro single solo Nada Igual. O videoclipe da música conta com a participação especial da sua namorada Gabriela Rippi.

## Vida pessoal
Em 2005, começou a namorar Ana Carolina Favano. Após 10 anos juntos, em 2015 se casaram. O casamento chegou ao fim em 2017. Em 2018, assumiu namoro com a youtuber Gabriela Rippi. O relacionamento chegou ao fim em janeiro de 2020.

## Discografia

#### Com Gloria
- O Fim É Uma Certeza (2005)
- Nueva (2006)

#### Com NX Zero
- Diálogo? (2004)
- NX Zero (2006)
- Agora (2008)
- Sete Chaves (2009)
- Em Comum (2012)
- Norte (2015)

#### Carreira Solo
- Nada Igual (single)
- Tudo é Como Tem Que Ser

## Prêmios e Indicações
| Ano  | Prêmio           | Categoria             | Resultado | Ref   |
| ---- | ---------------- | --------------------- | --------- | ----- |
| 2011 | Prêmio Multishow | Melhor Instrumentista | Indicado  | [ 8 ] |